# Gare de Chenevières
Ne doit pas être confondu avec Gare de Chennevières-sur-Marne-Grande-Ceinture ou Gare de La Varenne - Chennevières.
La gare de Chenevières est une gare ferroviaire française de la ligne de Lunéville à Saint-Dié, située sur le territoire de la commune de Chenevières dans le département de Meurthe-et-Moselle en région Grand Est.
C'est une halte voyageurs de la Société nationale des chemins de fer français (SNCF), desservie par des trains TER Grand Est.

## Situation ferroviaire
Établie à 256 mètres d'altitude, la gare de Chenevières est située au point kilométrique (PK) 398,053 de la ligne de Lunéville à Saint-Dié (voie unique), entre les gares de Saint-Clément - Laronxe et de Ménil-Flin.

## Fréquentation
De 2015 à 2024, selon les estimations de la SNCF, la fréquentation annuelle de la gare s'élève aux nombres indiqués dans le tableau ci-dessous.
| Année     | 2015  | 2016  | 2017  | 2018  | 2019  | 2020  | 2021  | 2022  | 2023  | 2024  |
| --------- | ----- | ----- | ----- | ----- | ----- | ----- | ----- | ----- | ----- | ----- |
| Voyageurs | 2 659 | 3 185 | 3 028 | 2 221 | 2 096 | 2 163 | 1 574 | 1 502 | 1 842 | 1 593 |

## Service des voyageurs

### Accueil
Halte SNCF, c'est un point d'arrêt non géré (PANG) à accès libre.

### Desserte
Chenevières est desservie par des trains TER Grand Est de la relation de Nancy à Saint-Dié-des-Vosges.